# Frank Luck
Frank Luck (* 5. Dezember 1967 in Schmalkalden) ist ein ehemaliger deutscher Biathlet.

## Werdegang
Frank Luck wuchs in Seligenthal auf. Eine Karriere als Langläufer war vorherbestimmt, da sein Vater, Onkel und Großvater Langläufer waren. Im Alter von drei Jahren stand er das erste Mal auf Skiern. 1980 wechselte er zum Biathlon. Er qualifizierte sich bereits 1988 für die Olympischen Winterspiele in Calgary. Im Sprint belegte er einen 6. Platz. Der Durchbruch gelang ihm durch den Weltmeistertitel im Sprint in der Saison 1988/89. Frank Luck gehörte dem ASK Vorwärts Oberhof an und war somit Angehöriger der NVA. Nach 1990 wurde er in die Sportfördergruppe der Bundeswehr als Sportsoldat übernommen.
Aufgrund der Kinderkrankheit Mumps konnte er an den Winterspielen 1992 in Albertville nicht teilnehmen. Bei den Olympischen Winterspielen 1994 in Lillehammer wurde er mit der deutschen Biathlonstaffel Olympiasieger. Diesen Erfolg konnte er vier Jahre später in Nagano wiederholen. Luck gewann in seiner mehr als 17-jährigen Laufbahn insgesamt elf Weltmeistertitel, den letzten mit der Staffel bei den Biathlon-Weltmeisterschaften 2004 in seiner Heimat Oberhof. Nach diesem Rennen beendete er seine Karriere. Mit weiteren fünf silbernen und vier bronzenen Medaillen ist Frank Luck nach Ole Einar Bjørndalen und Raphaël Poirée der erfolgreichste WM-Teilnehmer.

Anfang April 2009 räumte Frank Luck in einem Fernsehinterview (Sport Inside, WDR) ein, zu DDR-Zeiten von seinem Trainer unwissentlich die Doping-Substanz Oral-Turinabol verabreicht bekommen zu haben.
Für seine sportlichen Leistungen wurde er am 6. Mai 2002 mit dem Silbernen Lorbeerblatt geehrt.
Ab der Saison 2004/2005 arbeitete er einige Zeit bei Eurosport als Biathlon-Co-Kommentator an der Seite von Sigi Heinrich.

## Privates
Frank Luck war mit Andrea, geb. Fischer, der Schwester des Biathleten Sven Fischer, verheiratet, mit der er zwei Kinder hat. Derzeit ist er mit der Snowboardweltmeisterin Sandra Farmand liiert. Im März 2007 bekamen sie eine Tochter. Er ist ein Naturliebhaber, begleitete schon seinen Vater zur Jagd und geht jetzt selbst der Jagd nach.
Nach seiner Sportkarriere nahm Frank Luck ein Angebot seines ehemaligen Sponsors, der Deutschen Kreditbank (DKB), an, sein bisheriges Hobby, die Jagd, zum Beruf zu machen. Ende 2006 unterschrieb er einen Vertrag, als freier Mitarbeiter ab 1. April 2007 einen Jagdbetrieb im der DKB gehörigen brandenburgischen Schloss Liebenberg aufzubauen. Seit Ende 2009 ist er Leiter dieses Jagdbetriebes.

## Biathlon-Weltcup-Platzierungen
Die Tabelle zeigt alle Platzierungen (je nach Austragungsjahr einschließlich Olympische Spiele und Weltmeisterschaften).
- 1.–3. Platz: Anzahl der Podiumsplatzierungen
- Top 10: Anzahl der Platzierungen unter den ersten zehn (einschließlich Podium)
- Punkteränge: Anzahl der Platzierungen innerhalb der Punkteränge (einschließlich Podium und Top 10)
- Starts: Anzahl gelaufener Rennen in der jeweiligen Disziplin

| Platzierung | Einzel | Sprint | Verfolgung | Massenstart | Team | Staffel | Gesamt |
| ----------- | ------ | ------ | ---------- | ----------- | ---- | ------- | ------ |
| 1. Platz    | 1      | 9      | 2          |             |      | 21      | 33     |
| 2. Platz    | 4      | 4      | 5          | 1           | 1    | 7       | 22     |
| 3. Platz    | 5      | 5      | 2          |             |      | 5       | 17     |
| Top 10      | 29     | 48     | 28         | 4           | 1    | 36      | 146    |
| Punkteränge | 50     | 86     | 45         | 16          | 1    | 37      | 235    |
| Starts      | 60     | 106    | 51         | 16          | 1    | 37      | 271    |